# Holiday (pel·lícula de 1930)
Holiday és una pel·lícula pre-codi de la Pathé Exchange dirigida per Edward H. Griffith i protagonitzada per Ann Harding, Mary Astor i Edward Everett Horton. Basada en peça teatral homònima de Philip Barry, es va estrenar el 13 de juliol de 1930.) La pel·lícula va ser nominada a l'Oscar a la millor actriu i a l'Oscar al millor guió adaptat en la cerimònia de l'any 1931. L’any 1938 s'en va fer un remake (Holiday) protagonitzat per Cary Grant i Katharine Hepburn.

## Argument
Julia Seton arriba a la rica mansió familiar en companyia de Johnny Case a qui ha conegut al Lake Placid i el presenta a la seva família com el seu futur marit. Johnny, un jove advocat pobre i lluitador, és rebut amb amable tolerància pel vell Seton i els seus fills, Linda i Ned. Seton finalment accepta els plans de Julia i organitza una festa de compromís. Linda, però, organitza una festa pròpia a la qual Nick i Susan Potter són els convidats d'honor. Johnny revela que ha invertit a la borsa i té previst deixar la feina després de casar-se. Quan Seton s'assabenta d'aquesta notícia s'enfada, però Linda, que està encisada per Johnny, li dona suport. Johnny i Julia se separen, i ell planeja anar a Europa amb Nick i Susan. Al final però canvia d'opinió i accepta treballar tres anys abans de marxar de vacances. Tanmateix, es revolta davant la idea que Seton planifiqui la seva vida i Linda, satisfeta per la seva afirmació de llibertat personal s'uneix a ell a bord del vapor.

## Repartiment
- Ann Harding (Linda Seton)
- Mary Astor (Julia Seton)
- Edward Everett Horton (Nick Potter)
- Robert Ames (Johnny Case)
- Hedda Hopper (Susan Potter)
- Monroe Owsley (Ned Seton)
- William Holden (Edward Seton)
- Elizabeth Forrester (Laura)
- Mabel Forrest (Mary Jessup)
- Creighton Hale (Pete Hedges)
- Hallam Cooley (Seton Cram)
- Mary Forbes (Pritchard Ames)